# Шаховцов Віталій Іванович
Віталій Іванович Шаховцов (нар. 1924, Слов'янськ, Донецька область — 1969) — український художник; майстер портрету, пейзажу, жанрової картини; один із фундаторів Полтавської обласної організації Національної спілки художників України.

## Біографія
Народився на Донбасі в м. Слов'янськ. Незабаром сім'я переїхала до Харкова. У ранньому віці залишився без батьків, які були репресовані — у 1935 році розстріляли матір, через три роки і батька. Виховувався в дитячому будинку Харкова (за іншими джерелами на Вінниччині).
Після війни навчався в Московському художньому училищі, у 1958 році закінчив Харківський художній інститут. Наприкінці 1960-х років з Полтави переїхав на Донбас — у Донецьк, Луганськ.

## Пам'ять

Меморіальна дошка Віталію Шаховцову в Полтаві

Меморіальну дошку Віталію Шаховцову встановлено в Полтаві на будинку по вулиці Гоголя, 19. Дошка виготовлена з рожевого мармуру із бронзовим барельєфом митця, містить надпис: «У цьому будинку з 1958 по 1964 рр. жив і працював відомий художник Шаховцов Віталій Іванович, один із фундаторів Полтавської обласної організації Національної спілки художників України».